# Soner Demirtaş
Soner Demirtaş (Çat, 25 giugno 1991) è un lottatore turco, medaglia di bronzo nella lotta libera categoria 74 kg alle Olimpiadi di Rio de Janeiro 2016.

## Biografia
È nato nel villaggio di Çat, nei pressi di Tokat. La sua squadra di club è l'İstanbul Büyükşehir Belediyesi Spor Kulübü.
Ai campionati europei di Kaspijsk 2018 ha vinto la medaglia d'oro nella categoria 74 chilogrammi, vincendo in finale il lottatore francese Zelimkhan Khadjiev.

## Palmarès
- Giochi olimpici

Rio de Janeiro 2016: bronzo nella lotta libera 74 kg.
- Campionati mondiali

Parigi 2017: bronzo nei 74 kg.
- Campionati europei

Vantaa 2014: bronzo nei 74 kg.
Riga 2016: oro nei 74 kg.
Novi Sad 2017: oro nei 74 kg.
Kaspijsk 2018: oro nei 74 kg.
Roma 2020: bronzo nei 74 kg.
- Giochi europei

Baku 2015: argento nei 74 kg.
Minsk 2019: argento nei 74 kg.
- Giochi del Mediterraneo

Mersin 2013: bronzo nei 74 kg.